# 金法尤物2：白宮粉緊張
《金法尤物2：白宮粉緊張》（英語：Legally Blonde 2: Red, White & Blonde）是一部2003年美國喜劇電影，由查爾斯·海曼-溫佛執導，凱特·康德爾編劇，是2001年電影《金法尤物》的續集，也是《金法尤物》系列的第二部電影，由麗絲·韋花絲潘主演（同時擔任該片的執行製作人），群戲演员有莎莉·菲爾德、蕾吉娜·金、詹妮佛·库里奇、布魯斯·麥吉爾、黛娜·艾薇、瑪麗·萊恩·萊傑斯庫、鮑勃·紐哈特和盧克·威爾遜，其中库里奇和威爾遜出演过上一部电影。
雖然故事發生在華盛頓特區，但影片是在生活智能家居球馆（當時叫三角洲中心）、犹他州盐湖城的犹他州议会大厦和伊利諾伊州春田市的伊利諾伊州議會大廈的辦公室拍攝的。華盛頓建築物的所謂“鳥瞰圖”是工作人員製作的比例模型。
這部電影於2003年7月2日上映，但受到影評人的普遍負面評價。儘管如此，電影還是取得了票房成功，全球票房收入達到1.25億美元。

## 剧情
從哈佛法学院畢業後，艾兒·伍兹希望她的吉娃娃布鲁瑟能夠與牠的母親團聚，讓這兩隻狗都能參加她與未婚夫埃米特的婚禮。艾兒聘請偵探尋找布鲁瑟的母親，卻發現牠竟是一家化妝品公司的实验动物，而她的律師事務所代表这家公司。艾兒於是敦促公司放棄这个客戶，卻因此被解雇了。
艾兒決定離開波士顿前往華盛頓特區，推动认定化妆品動物实驗为非法的《布鲁瑟法案》。在為眾議員維多利亞·露德工作期間，艾兒遭遇了華盛頓政治常見的懷疑和其他阻礙。同事提摩西揶揄她為“國會芭比”，露德的參謀長葛蕾絲·羅西特更將她視為眼中釘。在經歷了各種起起落落之後，艾兒開始對華盛頓政治失去信心。
一个偶然的机会，艾兒發現布鲁瑟是同性戀。國會議員斯坦·马克斯是能源和商業委員會的主席，該委員會對布鲁瑟法案具有管轄權；而他所養的一隻名叫萊斯利的羅威那犬竟與布鲁瑟互相看對了眼。艾兒還發現同一委員會擔任資深議員的國會女議員莉比·豪泽和自己是同一个姊妹會的成员。結果，馬克斯和豪泽都對艾兒產生了好感，並最終開始支持布鲁瑟法案。
艾兒還發現露德實際上一直在與她作對，阻挠法案的通过，因为她的贊助商支持對動物進行实验。而葛蕾絲卻被艾兒的衝勁打動回想起自己從政的初衷，於是用录音进行勒索露德，迫使她最終對艾兒的請願轉為支持。
在她的朋友們的幫助下，布鲁瑟法案获得眾議院218人签名提上了国会、得以在會期內通過，化妝品公司也釋放了布鲁瑟的母親和其他的狗。
艾兒和埃米特在华盛顿的一個公園結婚，雖然不是之前計劃的芬威球場，而是站在由波拉的丈夫送到华盛顿的本壘板上。埃米特問艾兒想住在哪裡，波士頓、紐約、華盛頓还是别的城市。艾兒瞥了一眼白宮，對著鏡頭眨了眨眼。

## 演员
- 麗絲·韋花絲潘 饰 艾兒·伍兹
- 穆尼（英语：Moonie (dog)） 饰 布鲁瑟·伍兹
- 莎莉·菲爾德 饰 維多利亞·拉德
- 蕾吉娜·金 饰 格雷絲·羅西特
- 詹妮佛·库里奇 饰 保莉特
- 盧克·威爾遜 饰 埃米特·里士满
- 鮑勃·紐哈特 饰 锡德·波斯特
- 布魯斯·麥吉爾 饰 斯坦·马克斯
- 黛娜·艾薇（英语：Dana Ivey） 饰 莉比·豪泽
- 傑西卡·考菲爾（英语：Jessica Cauffiel） 饰 玛戈·查普曼
- 阿萊娜·尤波奇 饰 塞雷娜·麦圭尔
- 布魯斯·湯瑪斯（英语：Bruce Thomas (actor)） 饰 快遞員
- 瑪麗·萊恩·萊傑斯庫 饰 李纳·朱利亚尼
- J·巴頓 饰 蒂莫西·麥金
- 山姆·潘凱克（英语：Sam Pancake） 饰 凯文
- 珍妮佛·緹斯戴爾（英语：Jennifer Tisdale） 饰 蒂法尼
- 奥克塔维亚·斯宾塞 饰 警衛

## 製作
主體拍攝於2002年11月18日開始，於洛杉矶進行製作。